# أفامية
أَفَامِيَة، وتسمى أيضا فَامِيَة بدون همزة، مدينة أثرية سورية تقع على مسافة 60 كم شمال غرب مدينة حماة. يحتوي موقع أفامية على سويات تاريخية ترقى للعصور الهلنستية والرومانية والبيزنطية والإسلامية. ويجوز تشديد الياء (أَفَامِيَّة) لأنها منسوبة إلى أَفَامَةَ امرأةِ سَلُوق بنِ أَنْطَاكَ صاحبِ الدولة السَّلُوقِيَّة.

## التاريخ

### العصور القديمة

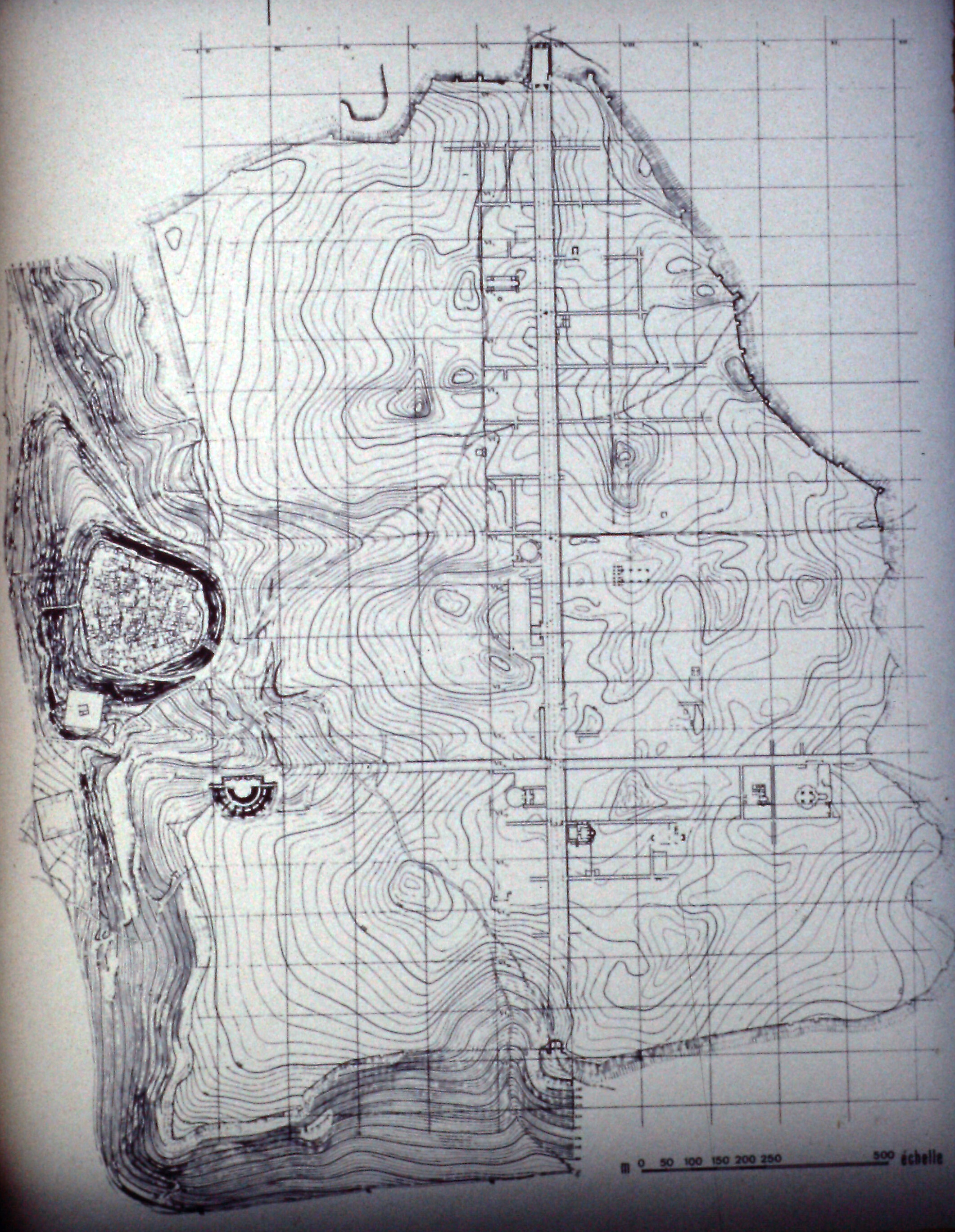
خريطة توضح موقع منطقة أفامية الأثرية

وُجِدت المدينة منذ عهود قديمة جداً، فقد كانت مركزاً حضاريا هاما بالمنطقة منذ عهد مملكة أورحلينا التي أسَّسها الحيثيون في القرن التاسع قبل الميلاد. كتب عنها المؤرّخ الإغريقي إسترابون وأطلق عليها اسم بارونكا أو فرنكا كما كانت تُعرَف في عهد الإمبراطورية الفارسية، إلا أن الاسم سُرعانَ ما تغيَّر مُجدداً إلى بيلا عندما وقعت المدينة لاحقاً في قبضة الإسكندر الأكبر مع سائر المنطقة إثر نصره في معركة إسوس سنة 333 قبل الميلاد.
وقعت المدينة تحت سيطرة مملكة أورحيلينا الحثية خلال منتصف القرن التاسع قبل الميلاد، كما خضعت لفترةٍ ما لسيطرة الإمبراطورية الفارسية. في سنة 333 قبل الميلاد دارت قرب المدينة معركة في إيسو، حيث كان النصر فيها من نصيب الإسكندر الأكبر، فدخلت أفامية تحت سيطرته هو وخلفاؤه. لكن سرعان ما اندلعت الحروب بين خلفاء الإسكندر، وبعد وقوع معركة إبسوس بالأناضول نتج عنها وقوع المدينة في أيدي السلوقيّين، وجاء هنا تأسيسها الفعليّ على يد الملك سلوق الأول نيقاطور، وقد حازت في هذه المرحلة اسم أفامية، الذي أطلقه عليها الملك سلوق تكريماً لزوجته أفامة. أصبحت المدينة مركزاً حضارياً بارزاً في العصر السلوقي، وباتت العاصمة العسكرية للدولة السلوقية، حيث كانت مركز جلّ قوات الجيش السلوقي الذي ضمَّ 500 فيل هندي و300 حصان و30,000 فارس، وانطلقت منها حملات السلوقيين العسكرية، وساعدتها قلعتها على تعزيز مكانتها الحربية. وقد شيّدت المدينة الجديدة فوق هضبة، عند سفح الأكروبول القديم حيث كانت المدينة تقوم القديمة.

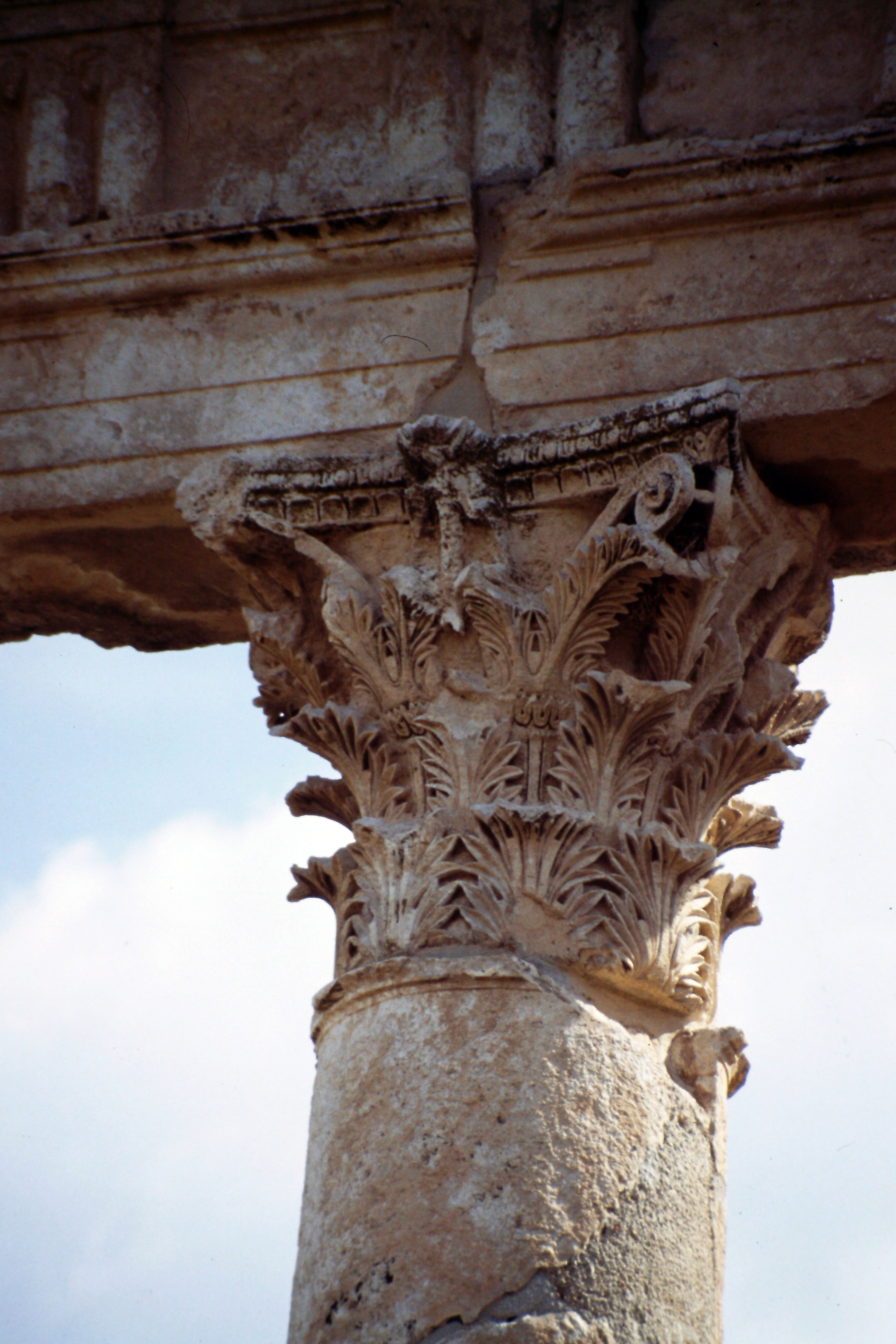
نموذج لزخرفة أعمدة أفامية

كان قد أعيد بناء أفامية مع ثلاث مدنٍ أخرى هي أنطاكية واللاذقية وسلوقية لجلب المستوطنين الإغريق إليها، والتي شكَّلت ما عُرِفَ باسم التترابولس السوري أو الشقيقات الأربع، التي شكّلت تحالفاً استخدم عملة موحّدة، وقد وقعت على عاتق هذه المدن الأربعة مهمَّة حماية المنفذ الساحلي الضيّق للإمبراطورية السلوقية الشّاسعة.
ظلّت أفامية طوال العصر الهلنستي والعهد الروماني ثاني أهم مدن سوريا بعد أنطاكية، واشتهرت المدينة في هاتين الحقبتين بالزّراعة التي شهدت تطوراً كبيراً في ريفها والمروج المحيطة بها، كما أصبح تجَّارها من أثرى الأثرياء وبات مدينة غنيّة ومزدهرة. شاركت أفامية خلال العصر الروماني بالحملات العسكرية التي أطلقها الرومان على البارثيين الفرس، ممَّا جعلها تستخدم ثلاث مرَّاتٍ كمركز شتوي للفيلق البارثي الثاني. تمكَّن الإمبراطور الساساني شابور من السيطرة على المدينة عام 256م، لكنها سرعان ما عادت إلى أيدي الرومان. كانت أفامية من المدن التي تأثرت بالمد المسيحي في فترةٍ مبكرة، فقد وجدت فيها أسقفية منذ القرن الرابع الميلادي، بل وقد أقدم أحد أساقفتها والمدعو مركيلوس على تدمير معبدٍ وثني قديم فيها كان يُسمَّى معبد زيوس عام 385م، ومنذ ذلك الحين بدأ تأثير المسيحية يطغى على أفامية.

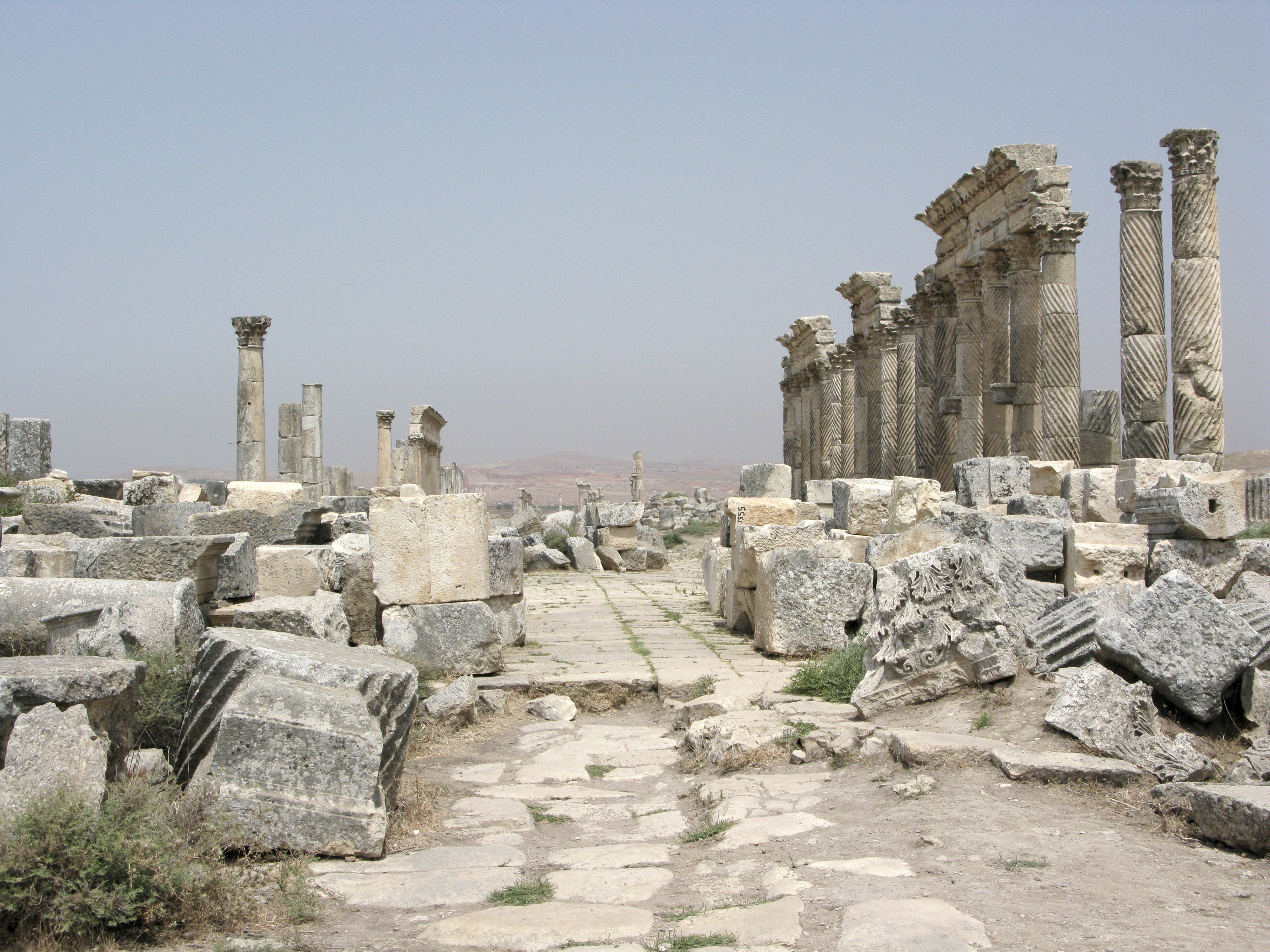
بقايا الأعمدة الضخمة في مدينة أفامية

بدأت مقاطعة سوريا تخضع للتقسيم خلال القرنين الرابع والخامس الميلاديَّين، ممَّا أدى إلى تحول أفامية في حوالي عام 415م إلى عاصمةٍ ثانية لسوريا - إلى جانب أنطاكية التي كانت عاصمةً بالفعل - وكذلك إلى مقرٍ للأسقفية المسيحية، وعاشت المدينة خلال هذا الوقت حقبةً من الازدهار استمرّت حتى القرن السادس. أصاب زلزلان المنطقة في عامي 526 و528م، وتسبَّبا بأضرارٍ في أفامية. سقطت أفامية في عام 612م في قبضة الإمبراطورية الساسانية، لكنها سرعان ما عادت إلى البيزنطيين عام 628م بقيادة هرقل، وبصورةٍ عامة كان للمدينة دور عسكريٌّ مهم في مجرى الحرب الساسانية البيزنطية. زار المدينة العديد من أباطرة روما القديمة خلال عهدها الروماني، وكانوا ينفقون الأموال على تعميرها وتزيينها، وأعطوها حق سك النقود الخاصة بها حتى عهد الإمبراطور كلاوديوس عام 41 قبل الميلاد. ظلَّت أفامية بعد ذلك ومنذ القرون الميلادية الأولى مدينة رومانية، وذلك إلى أن بدأ الفتح الإسلامي لبلاد الشام مع منتصف العقد الثالث من القرن السابع الميلادي، وفي عام 636م وقعت معركة اليرموك التي أعقبها فتح أفامية وسائر المنطقة.

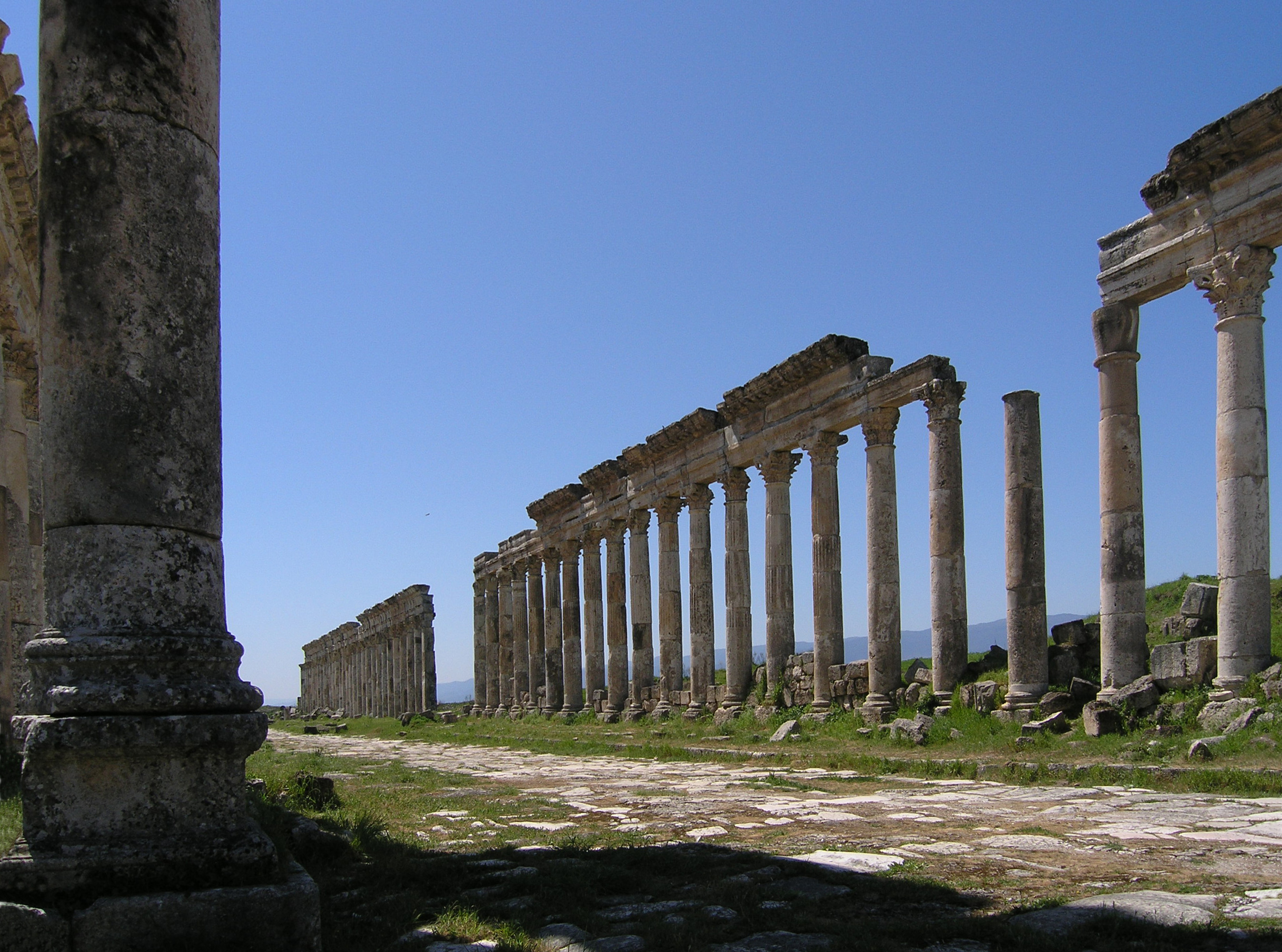
الشارع الرئيسي المزين بالأعمدة في مدينة أفامية

كان يقع جنوب أفامية بـ5 كيلومترات تل سقيلبية، الذي استخدم كموقعٍ للمراقبة والإنذار من الهجمات العسكرية، حيث شغلته حامية تابعة لمملكة أفامية. وكانت تقع أفامية إذ ذاك فوق تل كبيرٍ بقطر 250 متراً، حوله أراضٍ منخفضة.

### تاريخ أفامية

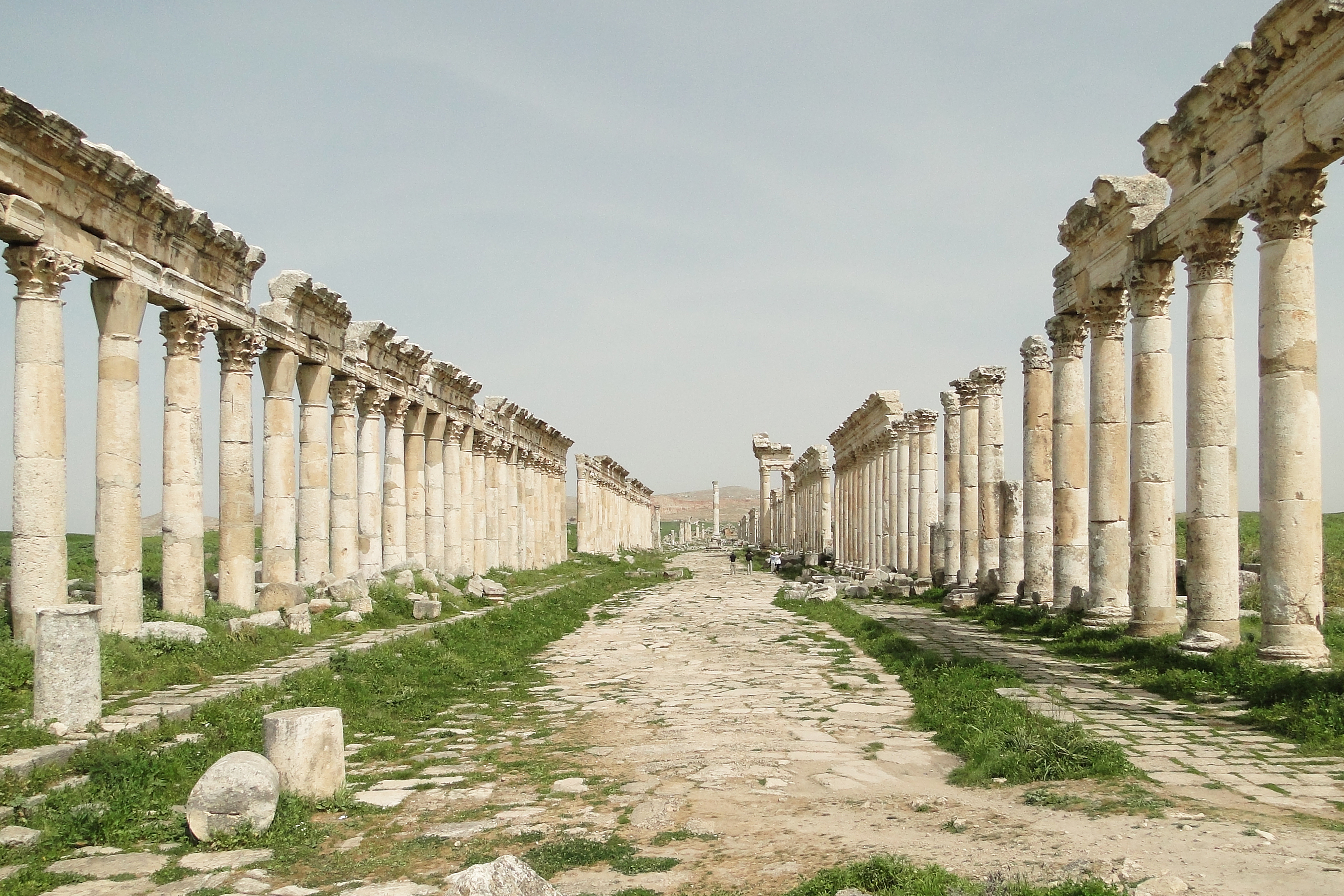
الشارع الرئيسي المزين بالأعمدة في مدينة أفامية

أعيد تأسيس المدينة زمن سلوقس الأول نيكاتور 300 ق.م. تحت اسم أفامية نسبة إلى زوجته (أبامى) حيث أصبحت العاصمة العسكرية للملكة السلوقية وذات شأن كبير.
خضعت أفامية للرومان بعد فتح سوريا (64 ق.م.) ثم خضعت للبيزنطيين ثم إلى العرب المسلمين الذين دخلوها عام 638م.
استولى عليها الصليبيون وضمت إلى إمارة أنطاكية ثم استرجعها نور الدين زنكي بعد أن دمرت المدينة تدميرًا كاملًا بالزلازل الذي أصاب المنطقة 1157 م - 1170 م.

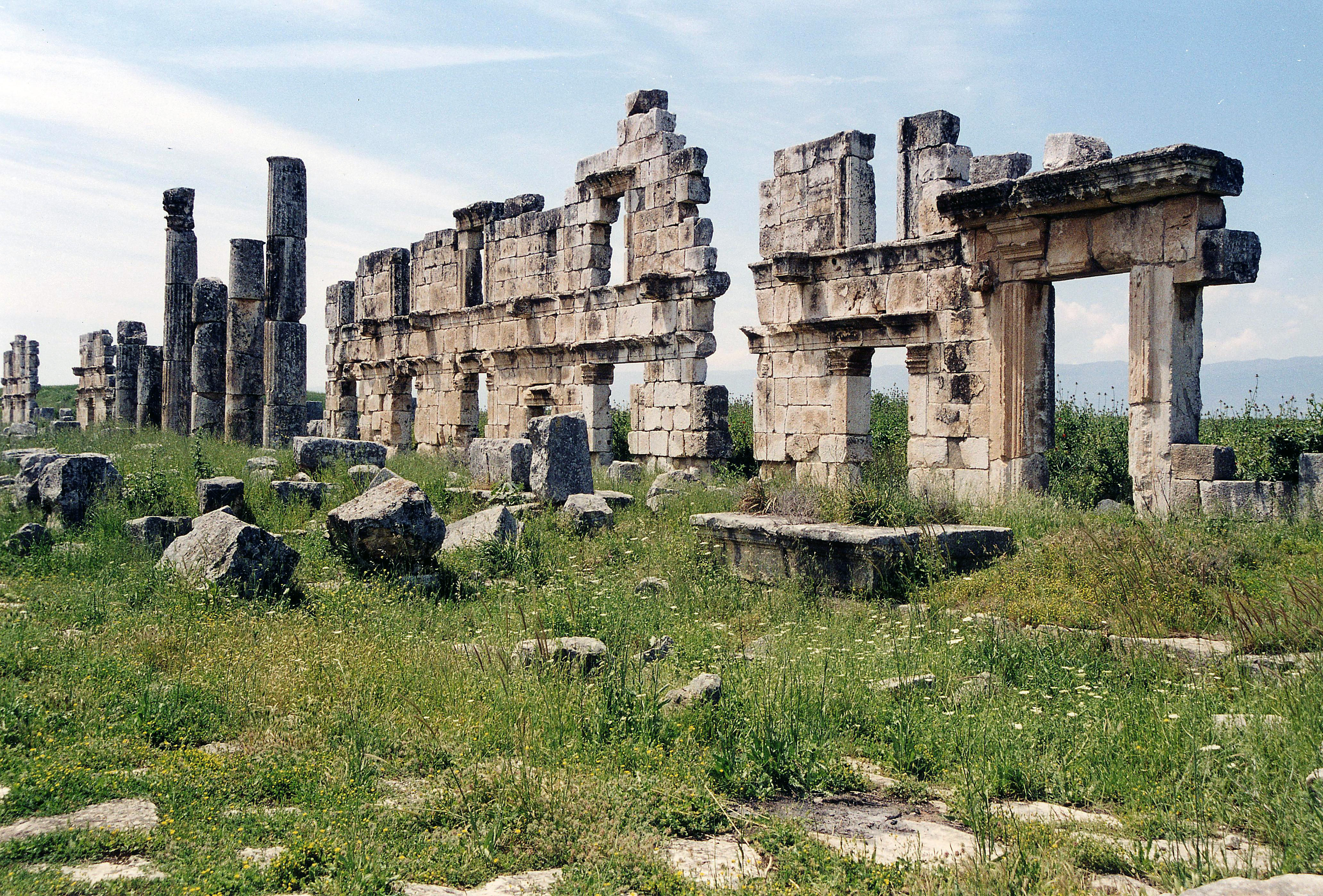
صورة التقطت عام 2002 توضح الأعمدة الحلزونية على طول الشارع الرئيسي في أفامية

تميزت مدينة أفامية بشارعها الرئيسي الممتد بطول 1.774 متر وعرضه مع أروقته 37.5م والتي تنتصب علي جانبيه الأعمدة الحلزونية الرائعة بطول الشارع وقد أعيد ترميمه بشكل جيد، بالإضافة إلى المسرح والأغوار والكاتدرائية والكنائس والقصر ولوحات الفسيفساء والعديد من الآثار المنتشرة في أرجاء المكان.

### التسمية
أطلقت عبر العصور أسماء مختلفة على أفامية

## المتحف

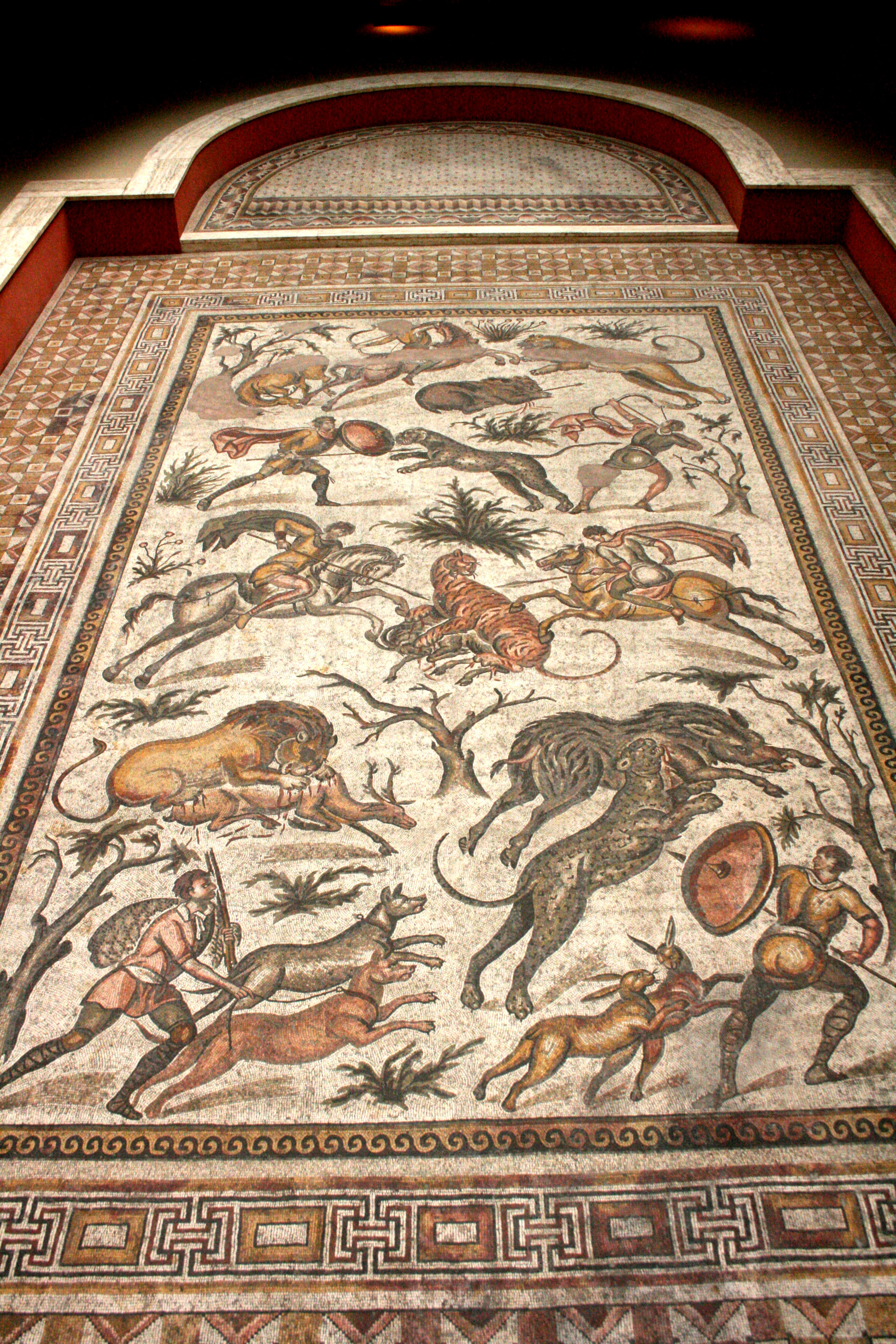
لوحة فسيفساء يرجع تاريخها إلى حوالي القرن الخامس الميلادي، توجد حالياً في المتحف الملكي في بروكسل، بلجيكا.

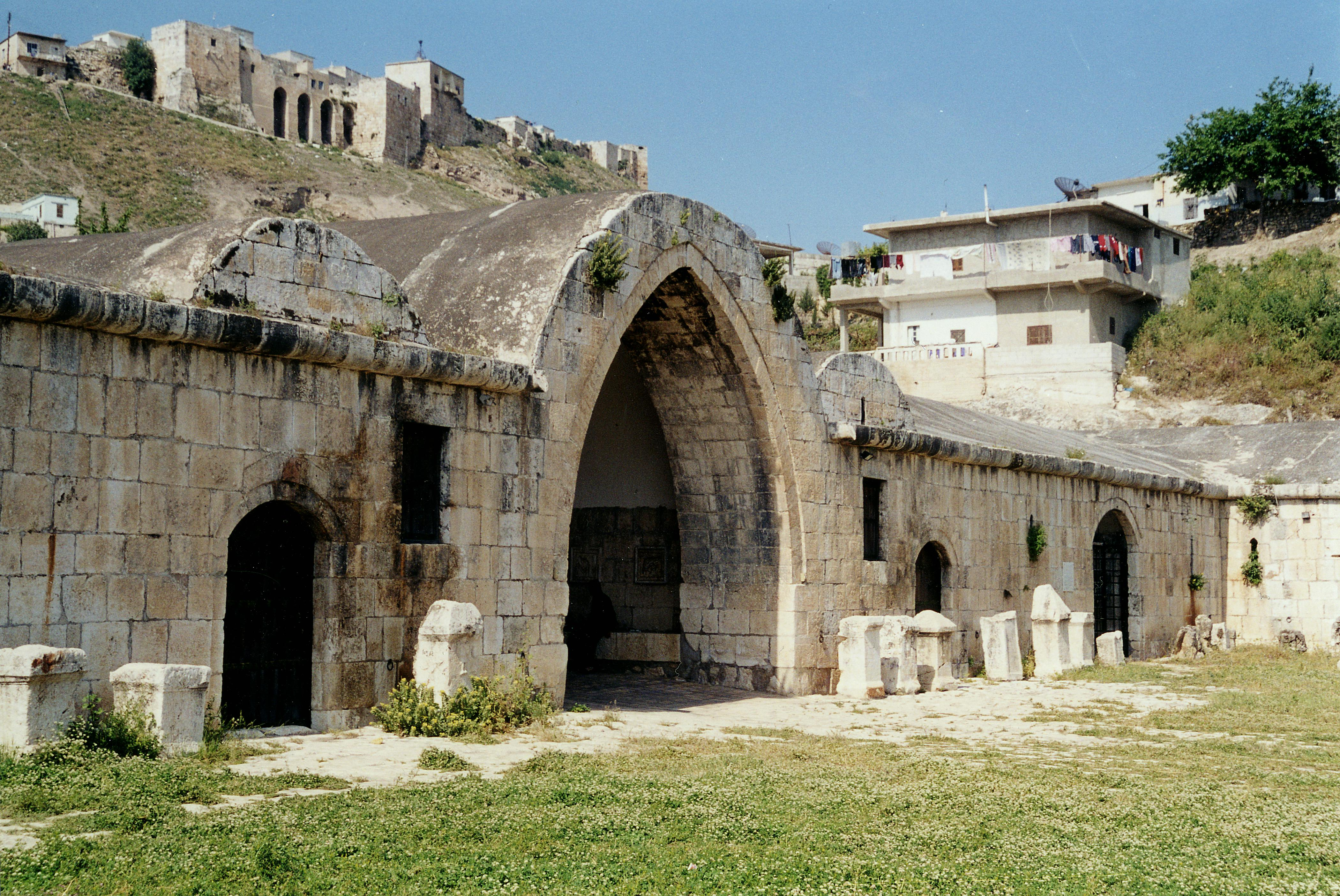
صورة التقطت عام 2002 داخل فناء متحف أفامية

خان أفامية (المتحف): خان أثري من الطراز العثماني يقع في أسفل قلعة المضيق من الجنوب على ارتفاع 226م عن سطح البحر. بني في أوائل القرن السادس عشر الميلادي في عهد السلطان العثماني سليمان خان الأول (سليمان القانوني) وكانت قوافل التجار والحجاج القادمة من إسطنبول وبر الأناضول عن طريق أنطاكيا وجسر الشغور نحو دمشق تأوي إليه قبل أن تواصل طريقها إلى وسط سوريا ودمشق في الجنوب، ومخطط الخان مربع الشكل (80×80م) تتوسطه باحة واسعة تحيط بها قاعات وغرف عديدة مبنية بالحجارة الكبيرة وسقوفه قباب نصف أسطوانية وهو بناء فخم مميز.
وقد تم ترميم البناء بصورة جيده وجعل متحفا إقليميا في عام 1987 م ويعتبر من أهم متاحف الفسيفساء حيث يضم المتحف عشرات اللوحات وهي من نفائس لوحات الفسيفساء السوري التي تشتهر فيه المنطقة وأفامية خاصة منها:
- لوحات سقراط.
- لوحة الوعل.
- لوحة الحوريات والأمازونات.
- لوحات فسيفساء كثيرة تمثل النباتات والمناظر وغيرها.

ويضم المتحف كذلك المكتشفات الأثرية من مدينة أفامية ولقى أثرية هامة تدل على عظمه هذه المدينة في التاريخ.

## الجامع
جنوب غرب قلعة المضيق وبالقرب من متحف الفسيفساء يوجد جامع صغير عثماني الطراز مستطيل الشكل مبني مع الخان ومخصص لصلاة الحجاج والمسافرين الذين كانوا يوفدون إلى المنطقة. يرجع بناء الجامع إلى النصف الثاني من القرن السادس عشر الميلادي وسمي حديثاً بجامع للتوحيد بعد أن أعاد تأهيله الشيخ إياد.

## قلعة المضيق / أفامية
تقع قلعة المضيق غرب مدينة أفامية وتتربع في منظر مهيب مطل على المنطقة وهي إحدى القلاع الكثيرة المنتشرة على امتداد جبال الساحل السوري. ويعتقد أن القلعة كانت أكربولًا لها ثم أصبحت في العهد الروماني موقعًا حربيًا وهي قلعه جميلة تتربع بالقرب من أفامية. أما حاليًا فيعتبر بناء الحصن عربيًا وكذلك طراز هندسته، والبناء العربي للقلعة هي من آثار نور الدين زنكي والقرية التي داخل الحصن كبيرة حافلة بالدور المبنية من أنقاض السور والأبراج ومباني أفامية القديمة. للقلعة سور عظيم مرتفع على هيئة مضلع غير منتظم، ركبت عليه أبراج كثيرة مربعة الشكل، وللقلعة باب كبير تعلوه قنطرة وحوله برجان مربعان للحراسة.
ومعظم السور ما زال بحالة جيدة ما عدا أحجار التضاريس التي كانت عليه التي تهدمت في بعض جوانبها إلا في القسم الغربي من السور. لم يزد الصليبيون على القلعة أي أثر جديد بعد أن استولوا عليها عام 1106 م واستقروا فيها وجعلوها معقلًا حاميًا لعاصمتهم أنطاكيا على الساحل السوري وبقيت في حوزتهم حتى استخلصها نور الدين زنكي عام 1149 م، وقد أصابتها الزلازل في أوائل القرن الثاني عشر الميلادي (1157 م) فهدمت معظم منشآتها وأمر نور الدين زنكي بإعادة ترميمها وإعادة بناء سورها وأكثر أبراجها وترميم شوارعها العديد من مبانيها ومنشآتها.

## الحرب الأهلية السورية
تعرَّضت المنطقة لعمليَّات تخريبٍ ونهبٍ وسلبٍ عدَّة خلال الحرب الأهلية السورية وخصوصًا عامي 2011 و2012. فقد سُرِقت لوحات فسيفسائية من متحف أفامية تعود في عمرها إلى العهد الروماني عدَّة مرات عقب تعرُّض المتحف للاقتحام، فضلاً عن منحوتات حجريَّة لبعض الآلهة القديمة نهبت من المتحف نفسه (ولو أنها ليست من القطع المميّزة، إذ أنّها من نوعٍ شائع)، بل وقد قام بعض لصوص الآثار بالحفر والتنقيب حتى عُمقِ مترين تحت الأرض في المدينة الأثرية ونهب كلّ ما وصلت إليه أيديهم من قطع تاريخية، لدرجة أن حفريَّاتهم فاقت تنقيبات البعثة البلجيكية في ثلاثينيات القرن العشرين. وفي ظلّ الأوضاع السياسية المتقلّبة فإن التواجد الأمني باتَ شبه منعدمٍ، فلم تعد هناك أيّ رقابةٍ تُذكَر على الآثار. ولم يقتصر الأمر على النّهب فحسب، إنّما شهدت مدينة أفامية أيضاً اشتباكات مسلّحة أدت إلى إحداث دمارٍ في أبنيتها، فقد أظهرت مقاطع فيديو بُثَّت على الإنترنت مقاتلين من الجيش السوري يختبئون خلف أعمدتها أثناء الاشتباكات، وأصبحت ثقوب الرصاص الذي خلَّفته المعارك تنتشر في الكثير من هذه الأعمدة، بل وهدمت قوات الجيش أجزاءً من بعض جدران المدينة لإفساح المجال للدبابات لإطلاق نيرانها على المعارضين. وقد كانت أفامية من بين المواقع الأثرية التي دفعت الجامعة العربية إلى التحرُّك دولياً في شهر تشرين الأول سنة 2012 في سبيل إنقاذ التراث السوري من التدمير.

## معرض الصور

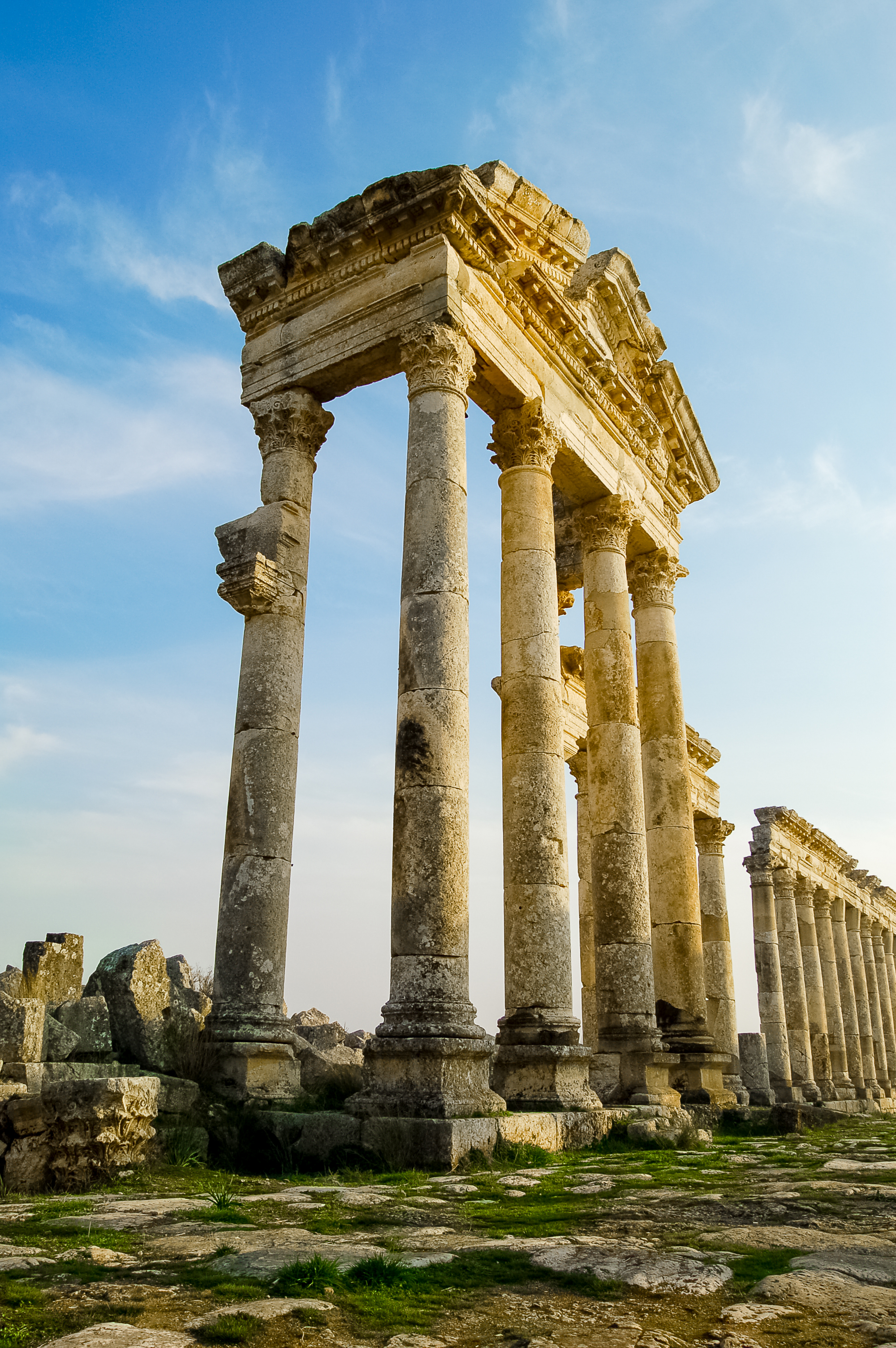
بناء التيتراستيلون ذي الواجهة الرباعية، بناه الإمبراطور البيزنطي جستنيان الأول، البناء مؤلف من ستة أعمدة بارتفاع ستة أمتار مع تيجان مزخرفة بارتفاع متر واحد.
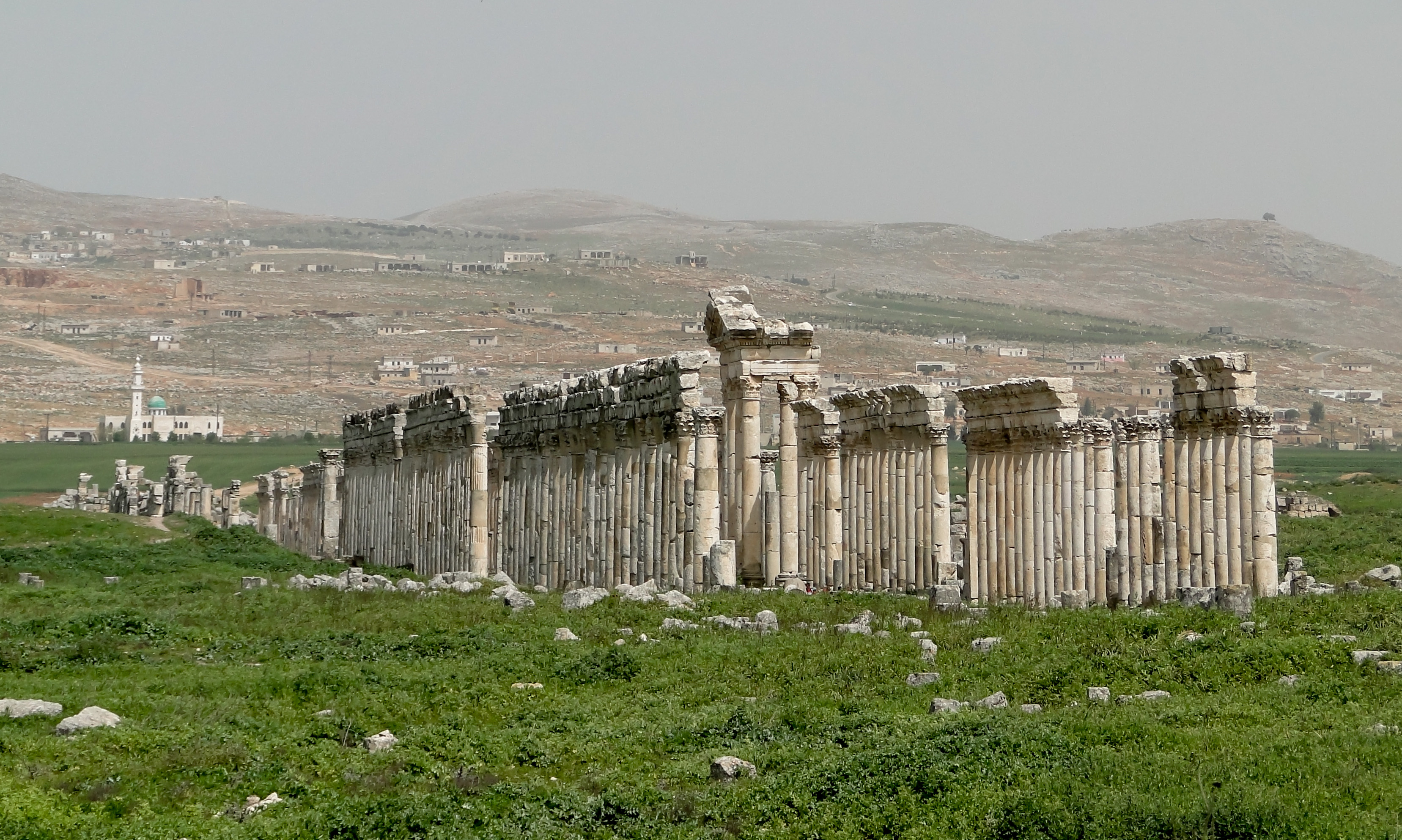
منظر لآثار أفامية
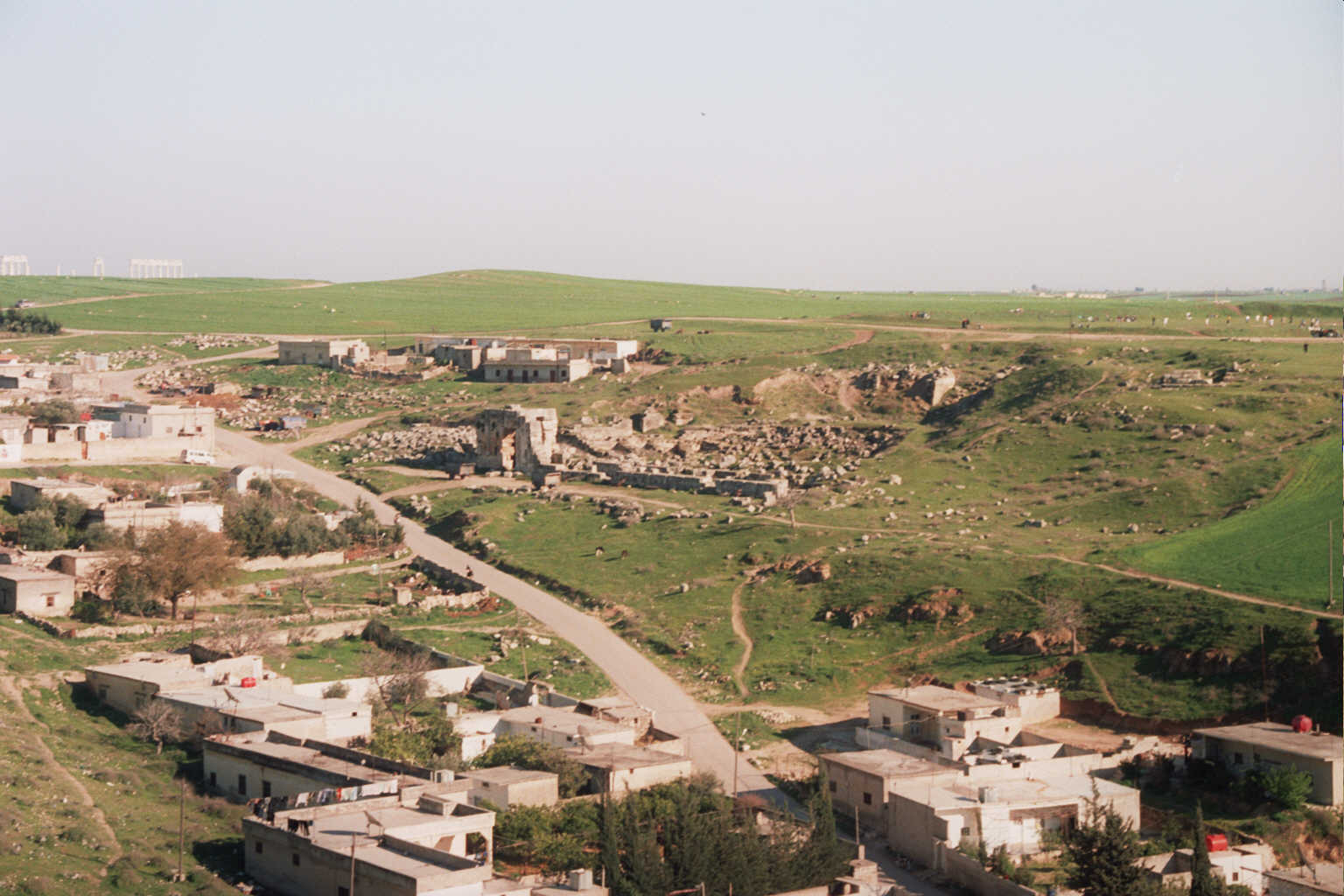
المسرح الروماني في أفامية

## وصلات خارجية
- الموقع الرسمي لمحافظة حماة.
- صور من أفامية.